# Кавино (Венеција)
Кавино (итал. Cavino) је насеље у Италији у округу Венеција, региону Венето.
Према процени из 2011. у насељу је живело 79 становника. Насеље се налази на надморској висини од 6 м.